# Canton de Giromagny
Le canton de Giromagny est une circonscription électorale française située dans le département du Territoire de Belfort et la région Bourgogne-Franche-Comté.

## Histoire
Le canton de Giromagny a été créé en 1790 en tant que canton du département du Haut-Rhin. Par décret du 16 septembre 1871, il est établi comme canton du Territoire de Belfort.
À la suite de la création, au 1er décembre 1972, de la nouvelle commune d'Évette-Salbert, qui lui est rattachée, le canton de Giromagny est étendu au territoire de l'ancienne commune de Salbert, auparavant située dans le canton de Valdoie.
Il est modifié par le décret du 24 décembre 1984 créant le canton d'Offemont et modifiant le canton de Rougemont-le-Château.
Un nouveau découpage territorial du Territoire de Belfort entre en vigueur à l'occasion des élections départementales de 2015. Il est défini par le décret du 13 février 2014, en application des lois du 17 mai 2013 (loi organique 2013-402 et loi 2013-403). Les conseillers départementaux sont, à compter de ces élections, élus au scrutin majoritaire binominal mixte. Les électeurs de chaque canton élisent au Conseil départemental, nouvelle appellation du Conseil général, deux membres de sexe différent, qui se présentent en binôme de candidats. Les conseillers départementaux sont élus pour 6 ans au scrutin binominal majoritaire à deux tours, l'accès au second tour nécessitant 12,5 % des inscrits au 1er tour. En outre la totalité des conseillers départementaux est renouvelée. Ce nouveau mode de scrutin nécessite un redécoupage des cantons dont le nombre est divisé par deux avec arrondi à l'unité impaire supérieure si ce nombre n'est pas entier impair, assorti de conditions de seuils minimaux. Dans le Territoire-de-Belfort, le nombre de cantons passe ainsi de 15 à 9.
Maintenu, le canton de Giromagny est élargi de 13 à 22 communes, issues des anciens cantons de Giromagny (11 communes) et de Rougemont-le-Château (11 communes). Le bureau centralisateur est situé à Giromagny.

## Représentation

### Conseillers généraux de 1833 à 1871 (Haut-Rhin) et de 1871 à 2015 (Territoire de Belfort)
| Période                                  | Période      | Identité                             | Étiquette    | Qualité |
| ---------------------------------------- | ------------ | ------------------------------------ | ------------ | --- |
| 1833                                     | 1842         | François Xavier Holder               |              | Notaire à Rougegoutte |
| 1842                                     | 1848         | Pierre Antoine Lardier               |              | Praticien puis notaire à Giromagny |
| 1848                                     | 1866         | Ferdinand André Boigeol              |              | Fabricant négociant, maire de Giromagny |
| 1866                                     | 1883         | Charles Boigeol (fils du précédent)  | Républicain  | Fabricant Maire de Giromagny |
| 1883                                     | 1891 (décès) | Ferdinand Camille Warnod (1821-1891) | Droite       | Ancien colonel du 6ème de ligne Industriel à Giromagny Président du Conseil Général |
| 1891                                     | 1893 (décès) | Louis Pourchot                       | Républicain  | Maire de Chaux |
| 1894                                     | 1895 (décès) | Louis Boigeol                        | Républicain  | Maire de Giromagny (1884-1895) |
| 1895                                     | 1912 (décès) | Philippe Berger                      | Républicain  | Orientaliste, Membre de l'Institut Professeur d'hébreu au Collège de France Président du Conseil général Sénateur (1904-1912)                                                                                    |
| 1912                                     | 1918 (décès) | Louis Pourchot                       | Rad.         | Industriel - Maire d'Auxelles-Bas |
| 1918                                     | 1919         | siège vacant                         |              | |
| 1919                                     | 1940         | Émile Lardier                        | FR-URD       | Avocat député (1936-1940) maire de Giromagny (1919-1944) Membre de la Commission administrative départementale (1941-1943) Nommé conseiller départemental en 1943 Président du Conseil départemental (1943-1945) |
|                                          |              |                                      |              | |
| 1945                                     | 1951         | Edouard Ginot (1881-1951)            | MLN          | Instituteur Adjoint au maire de Giromagny |
| 1951                                     | 1970         | Jean-Ernest Boigeol (1902-1982)      | DVG          | Maire de Giromagny (1947-1971) |
| 1970                                     | 1976         | Roger Zeller                         | UDR          | Contrôleur des impôts Conseiller municipal de Giromagny |
| 1976                                     | 1982         | Jean Singer                          | DVD          | Maire de Giromagny (1971-1989) |
| 1982                                     | 1988         | Michel Bidaux                        | RPR          | Notaire à Giromagny |
| 1988                                     | 2001         | Christiane Durupt                    | PS puis MDC  | Principale adjointe de collège Vice-présidente du Conseil général, Lachapelle-sous-Chaux |
| 2001                                     | 2008         | Marie-Christine Peureux              | RPR puis UMP | Professeure des écoles Conseillère municipale de Belfort |
| 2008                                     | 2015         | Guy Miclo                            | PS           | Enseignant Maire de Rougegoutte |
| Les données manquantes sont à compléter. |              |                                      |              | |

### Conseillers d'arrondissement (de 1833 à 1940)
| Période                                  | Période | Identité                  | Étiquette | Qualité |
| ---------------------------------------- | ------- | ------------------------- | --------- | --- |
| 1833                                     | 1836    | Jean-Baptiste André       |           | Propriétaire, maire de Giromagny                                                                            |
| 1836                                     | 1852    | Georges Simon (1788-1869) |           | Juge de paix à Giromagny                                                                                    |
| 1940                                     |         |                           |           | Les conseils d'arrondissement ont été suspendus par la loi du 12 octobre 1940 et n'ont jamais été réactivés |
| Les données manquantes sont à compléter. |         |                           |           | |

### Conseillers départementaux depuis 2015
| Période élective | Période élective | Mandat | Mandat       | Identité          | Nuance | Nuance | Qualité |
| ---------------- | ---------------- | ------ | ------------ | ----------------- | ------ | ------ | --- |
| 2015             | 2020             | 2015   | 2021         | Guy Miclo         |        | DVG    | Retraité de l'enseignement Maire de Rougegoutte |
| 2015             | 2020             | 2015   | 2021         | Sylvie Ringenbach |        | DVG    | Professeure des écoles Adjointe au maire de Petitefontaine |
| 2021             | 2028             | 2021   | 2022 (décès) | Rachel Couvreux   |        | LR     | Principale de collège retraitée Première adjointe au maire de Lachapelle-sous-Chaux                                                                             |
| 2021             | 2028             | 2021   | en cours     | Didier Vallverdu  |        | LR     | Professeur de mathématiques Maire de Rougemont-le-Château, ancien conseiller général du canton de Rougemont-le-Château, Vice-Président du Conseil départemental |
| 2021             | 2028             | 2022   | en cours     | Françoise Meyniel |        | LR     | Médecin à Rougemont-le-Château |

### Résultats détaillés

#### Élections de mars 2015
À l'issue du 1er tour des élections départementales de 2015, trois binômes sont en ballottage : Guy Miclo et Sylvie Ringenbach (DVG, 36,43 %), Christiane Haller et Didier Vallverdu (UMP, 32,36 %) et Marc Archambault et Christine Nieswand (FN, 31,21 %). Le taux de participation est de 59,79 % (7 012 votants sur 11 576 inscrits) contre 54,32 % au niveau départemental et 50,17 % au niveau national. 
Au second tour, Guy Miclo et Sylvie Ringenbach sont élus avec 37,29 % des suffrages exprimés et un taux de participation de 60,57 % (2 511 voix pour 7 012 votants et 11 576 inscrits),.

#### Élections de juin 2021
Le premier tour des élections départementales de 2021 est marqué par un très faible taux de participation (33,26 % au niveau national). Dans le canton de Giromagny, ce taux de participation est de 37,48 % (4 276 votants sur 11 410 inscrits) contre 33,32 % au niveau départemental. À l'issue de ce premier tour, deux binômes sont en ballottage : Rachel Couvreux et Didier Vallverdu (LR, 61,2 %) et Fatima Mammar et Éric Parrot (DVG, 27,63 %).
Le second tour des élections est marqué une nouvelle fois par une abstention massive équivalente au premier tour. Les taux de participation sont de 34,36 % au niveau national, 35,84 % dans le département et 39,37 % dans le canton de Giromagny. Rachel Couvreux et Didier Vallverdu (LR) sont élus avec 68,69 % des suffrages exprimés (2 852 voix pour 4 493 votants et 11 411 inscrits),,. 

## Composition

### Composition avant 1984
Le canton était composé de 18 communes :
- Anjoutey
- Auxelles-Bas
- Auxelles-Haut
- Bourg-sous-Châtelet
- Chaux
- Éloie
- Étueffont
- Évette-Salbert (Évette seule jusqu'en 1972)
- Giromagny
- Grosmagny
- Lachapelle-sous-Chaux
- Lamadeleine-Val-des-Anges
- Lepuix
- Petitmagny
- Riervescemont
- Rougegoutte
- Sermamagny
- Vescemont

### Composition de 1984 à 2015

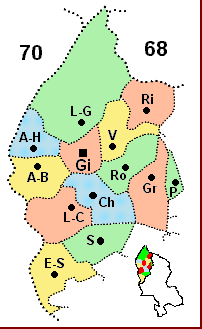
Situation du canton de Giromagny dans le département du Territoire de Belfort de 1984 à 2015

De 1984 à 2015, le canton regroupait 13 communes :
- Auxelles-Bas (rep. A-B)
- Auxelles-Haut (rep. A-H)
- Chaux (rep. Ch)
- Évette-Salbert (rep. E-S)
- Giromagny (chef-lieu) (rep. Gi)
- Grosmagny (rep. Gr)
- Lachapelle-sous-Chaux (rep. L-C)
- Lepuix dite Lepuix-Gy (rep. L-G)
- Petitmagny (rep. P)
- Riervescemont (rep. Ri)
- Rougegoutte (rep. Ro)
- Sermamagny (rep. S)
- Vescemont (rep. V)

### Composition depuis 2015
Le canton de Giromagny regroupe désormais 22 communes entières.
| Nom                               | Code Insee | Intercommunalité     | Superficie (km2) | Population (dernière pop. légale) | Densité (hab./km2) | Modifier                                    |
| --------------------------------- | ---------- | -------------------- | ---------------- | --------------------------------- | ------------------ | ------------------------------------------- |
| Giromagny (bureau centralisateur) | 90052      | CC des Vosges du Sud | 5,65             | 2 897 (2022)                      | 513                | modifier les données · modifier les données |
| Anjoutey                          | 90003      | CC des Vosges du Sud | 7,69             | 598 (2022)                        | 78                 | modifier les données · modifier les données |
| Auxelles-Bas                      | 90005      | CC des Vosges du Sud | 9,41             | 422 (2022)                        | 45                 | modifier les données · modifier les données |
| Auxelles-Haut                     | 90006      | CC des Vosges du Sud | 6,48             | 287 (2022)                        | 44                 | modifier les données · modifier les données |
| Bourg-sous-Châtelet               | 90016      | CC des Vosges du Sud | 0,84             | 120 (2022)                        | 143                | modifier les données · modifier les données |
| Chaux                             | 90023      | CC des Vosges du Sud | 9,26             | 1 181 (2022)                      | 128                | modifier les données · modifier les données |
| Étueffont                         | 90041      | CC des Vosges du Sud | 12,53            | 1 395 (2022)                      | 111                | modifier les données · modifier les données |
| Felon                             | 90044      | CC des Vosges du Sud | 4,11             | 228 (2022)                        | 55                 | modifier les données · modifier les données |
| Grosmagny                         | 90054      | CC des Vosges du Sud | 9,46             | 551 (2022)                        | 58                 | modifier les données · modifier les données |
| Lachapelle-sous-Chaux             | 90057      | CC des Vosges du Sud | 11,16            | 748 (2022)                        | 67                 | modifier les données · modifier les données |
| Lachapelle-sous-Rougemont         | 90058      | CC des Vosges du Sud | 4,89             | 554 (2022)                        | 113                | modifier les données · modifier les données |
| Lamadeleine-Val-des-Anges         | 90061      | CC des Vosges du Sud | 6,52             | 49 (2022)                         | 7,5                | modifier les données · modifier les données |
| Lepuix                            | 90065      | CC des Vosges du Sud | 29,69            | 1 113 (2022)                      | 37                 | modifier les données · modifier les données |
| Leval                             | 90066      | CC des Vosges du Sud | 6,00             | 248 (2022)                        | 41                 | modifier les données · modifier les données |
| Petitefontaine                    | 90078      | CC des Vosges du Sud | 3,13             | 192 (2022)                        | 61                 | modifier les données · modifier les données |
| Petitmagny                        | 90079      | CC des Vosges du Sud | 2,20             | 323 (2022)                        | 147                | modifier les données · modifier les données |
| Riervescemont                     | 90085      | CC des Vosges du Sud | 8,52             | 86 (2022)                         | 10                 | modifier les données · modifier les données |
| Romagny-sous-Rougemont            | 90086      | CC des Vosges du Sud | 2,47             | 214 (2022)                        | 87                 | modifier les données · modifier les données |
| Rougegoutte                       | 90088      | CC des Vosges du Sud | 8,07             | 988 (2022)                        | 122                | modifier les données · modifier les données |
| Rougemont-le-Château              | 90089      | CC des Vosges du Sud | 16,64            | 1 481 (2022)                      | 89                 | modifier les données · modifier les données |
| Saint-Germain-le-Châtelet         | 90091      | CC des Vosges du Sud | 3,36             | 664 (2022)                        | 198                | modifier les données · modifier les données |
| Vescemont                         | 90102      | CC des Vosges du Sud | 7,05             | 707 (2022)                        | 100                | modifier les données · modifier les données |
| Canton de Giromagny               | 9007       |                      | 175,13           | 15 046 (2022)                     | 86                 | modifier les données                        |

## Démographie

### Démographie avant 2015
| 1962  | 1968  | 1975   | 1982   | 1990   | 1999   | 2006   | 2011   | 2012   |
| ----- | ----- | ------ | ------ | ------ | ------ | ------ | ------ | ------ |
| 9 187 | 9 234 | 10 520 | 11 262 | 11 531 | 12 187 | 12 392 | 12 409 | 12 484 |

### Démographie depuis 2015
En 2022, le canton comptait 15 046 habitants, en évolution de −2,54 % par rapport à 2016 (Territoire de Belfort : −2,78 %, France hors Mayotte : +2,11 %).
| 2013   | 2018   | 2022   |
| ------ | ------ | ------ |
| 15 358 | 15 257 | 15 046 |